# Balin (kráter)
Balin je impaktní kráter na Saturnově měsíci Mimas. Nomenklatura kráterů na Mimasu čerpá z britské mytologie – konkrétně z Artušovských legend, tento je tak pojmenován podle jedné rytířské postavy těchto příběhů. Název byl schválen Mezinárodní astronomickou unií v roce 1982.
Má průměr 35 km a jeho střední souřadnice na měsíci jsou 14°42′36″ S a 82°30′36″ Z.
Jihozápadně se rozkládá největší kráter Mimasu Herschel, jižně pak kráter Dynas se stejným průměrem jako má Balin.